# Hyperoodon
Genre
Statut de conservation UICN

 CD  : Dépendant de la conservation
(appellation d’avant 2001)
Hyperoodon est un genre de mammifères de l'ordre des cétacés, qui ne comprend que deux espèces.

## Liste des espèces
- Hyperoodon ampullatus (Forster, 1770) — Baleine à bec commune
- Hyperoodon planifrons Flower, 1882

## Synonymie
- Hyperoodon Philippi, 1902 est un synonyme du genre Odontophrynus Reinhardt & Lütken, 1862.